# Південні кхмери
Південні кхмери або нижні кхмери (кхмер. ជនជាតិខ្មែរក្រោម, Chónchéatĕ Khmêr Kraôm; в'єт. người Khơ-me Crộm, Người Cao Miên) — етнічні кхмери, які проживають у так званому південно-західному регіоні (в'єт. Tây Nam Bộ) В'єтнаму. У В'єтнамі вони визнані однією з п'ятдесяти трьох етнічних меншин країни: в'єт. Người Khmer та Người Cao Miên (обидва варіанти буквально означають «кхмерський народ»).
Кхмерською мовою «кром» (ក្រោម kraôm) означає низький або нижчий. Це слово додають, щоб відрізняти їх від кхмерів Камбоджі. Більшість нижніх кхмерів живе в дельті Меконгу, південному низинному регіоні В'єтнаму, що належить до історичної Камбоджі й займає площу 89 000 км² навколо сучасного міста Хошимін. До приєднання цієї області до В'єтнаму за династії Нгуєн на початку XVIII століття вона була крайньою південно-східною територією Кхмерської імперії.
Південні кхмери є членами Організації непредставлених націй і народів з 15 липня 2001 року.
За даними американської організації Human Rights Watch (HRW), «народ південних кхмерів стикається з серйозними обмеженнями свободи вираження поглядів, зборів, асоціацій, інформації та пересування».

## Походження
Південні кхмери етнічно ототожнюють себе з кхмерами, які існують як окремий народ принаймні з кінця восьмого століття та заснування Кхмерської імперії Джаяварманом II у 802 році. Південні кхмери зберігають глибокі мовні, релігійні, звичаєві та культурні зв'язки з Камбоджею. Регіон дельти Меконгу понад 800 років був невід'ємною частиною Кхмерської імперії та кхмерського королівства з економічним центром у місті Прей-Нокор, нині Хошимін, що постало після неї.

## Демографія
Більшість південних кхмерів живе у Південному В'єтнамі. За даними уряду В'єтнаму (перепис 2019 року), у В'єтнамі проживає 1 319 652 кхмерів.
| Провінція       | Осіб    | % населення провінції | % від усіх кхмерів |
| --------------- | ------- | --------------------- | ------------------ |
| Шокчанг         | 362 029 | 30,18 %               | 27,43 %            |
| Чавінь          | 318 231 | 31,53 %               | 24,11 %            |
| К'єнзянг        | 211 282 | 12,26 %               | 16,01 %            |
| Анзянг          | 75 878  | <10 %                 | 5,74 %             |
| Бакльєу         | 73 968  | <10 %                 | 5,60 %             |
| Біньзионг       | 65 233  | <10 %                 | 4,94 %             |
| Хошимін (місто) | 50 422  | <10 %                 | 3,82 %             |
| Камау           | 26 110  | <10 %                 | 1,98 %             |
| Донгнай         | 23 560  | <10 %                 | 1,79 %             |
| Віньлонг        | 22 630  | <10 %                 | 1,72 %             |

Оцінки в інших країнах значно різняться. Федерація південних кхмерів Кампучії стверджує, що всього налічується близько 7 млн нижніх кхмерів. Значна кількість в'єтнамських кхмерів утекла до Камбоджі, за оцінками одного з джерел їх там проживає приблизно 1,2 млн.
В інших країнах світу налічується приблизно 40 000 емігрантів із числа нижніх кхмерів, що проживають зокрема в Сполучених Штатах (30 000), Франції (3 000), Австралії (1 000), Канаді (500). Громади південнокхмерських емігрантів у США розселені поблизу Філадельфії в штаті Пенсільванія, а також у штаті Вашингтон.